# Avgustin (Sudoplatov)
Avgustin (světským jménem: Konstantin Stěpanovič Sudoplatov; 2. ledna 1913, Astrachaň – 27. července 1979, Zagorsk) byl ruský pravoslavný duchovní Ruské pravoslavné církve, archimandrita a představený Trojicko-sergijevské lávry.

## Život
Narodil se 2. ledna 1913 v Astrachani. Pokřtěn byl v chrámu svatého archanděla Michaela v jeho rodném městě.
Roku 1920 nastoupil na základní školu a roku 1924 na sedmiletou školu, kterou dokončil roku 1928.
Od 12 do 17 let aktivně navštěvoval chrám a rád navštěvoval bohoslužby v monastýru svatého Jana Předchůdce v Astrachani. Byl pomocníkem astrachaňského arcibiskupa Faddeje (Uspenského).
V létě 1929 byl asi dva měsíce psalomščikem ve vesnici Razino.
Roku 1930 nastoupil na Astrachaňskou pedagogickou školu . V červenci 1933 po ukončení studia se stal učitelem ruštiny a geografie pro 6-7 třídy Charabalinské sedmileté školy. Roku 1935 byl jmenován inspektorem škol Charabalinského rajónu v Stalingradské oblasti (nyní v Astrachaňské oblasti).
V září 1935 se kvůli nemoci otce vrátil do Astrachaně a nastoupil na studium fakulty literatury Astrachaňského státního učitelského institutu, který dokončil roku 1940. Od června 1939  pracoval jako učitel ruštiny a literatury pro 6-10 ročníky střední školy № 3 v Astrachani.
Po začátku Velké vlastenecké války byl 26. června 1941 povolán stalinským vojenským komisariáten města Astrachaň povolán do řad Sovětské armády. Byl ustanoven do služby štábního oddělení 36. střeleckého pluku. Účastnil se bojů o Polsku, Německo, Rakousko, Československo a Rumunsko. Dne 14. května 1946 byl demobilizován v hodnosti nadporučíka správní služby.
Od srpna 1946 do srpna 1953 působil jako starší školní inspektor Narimanovského rajónového oddělení veřejného školství. Byl předsedou rady pro národní školství. Od srpna 1950 do  srpna 1954 byl řádným členem vzdělávací společnosti "Znanie" a přednášel literaturu. Od 4. srpna 1953 do září 1954 byl ředitelem Birjukovské střední školy. Od září do října 1954 působil jako učitel ruštiny státních kurzů Ministerstva rybářského průmyslu na Astrachaňském rybářském institutu. Věnoval se tvůrčí a literární práci především s pedagogickou tematikou.
Následně odešel ze státní služby aby se zasvětil Bohu. Nějakou dobu byl sekretářem biskupa pskovského a porchovského Ioanna (Razumova).
Dne 3. dubna 1955 byl přijat jako poslušník do Pskovo-Pečerského monastýru. Dne 5. června stejného roku byl postřižen na monacha se jménem Avgustin. Brzy byl rukopoložen na hierodiakona a jeromonacha.
Dne 21. srpna 1955 se stal pokladníkem Pskovo-Pečerského monastýru a tuto funkci zastával až do 14. března 1956.
Dne 13. července 1956 byl jmenován představeným monastýru. Za jeho služby byl roku 1957 postaven Archijerejský dům a za pomoci poutníků byly provedeny některé opravy katedrálního soboru svatého archanděla Michaela. Avgustin nevyhovoval státním úřadům a ve funkci představeného Pskovo-Pečerského monastýru chtěli vidět někoho poslušného úřadům. Moskevský patriarcha Alexij I. odvolal Avgustina z jeho funkce ale 28. července 1959 jmenoval na jeho místo igumena Alipije (Voronova), který byl horlivý zastánce pravoslaví.
Dne 1. října 1959 byl rozhodnutím Svatého synodu jmenován vedoucím Ruské duchovní misie v Jeruzalémě. V této funkci navázal dobré vztahy se všemi církevními i občanskými úřady.
Roku 1961 byl ze zdravotních důvodu odvolán z funkce vedoucího misie.
Dne 16. července 1970 byl rozhodnutím Svatého synodu jmenován představeným Trojicko-sergijevské lávry. Od této doby až do své smrti kvůli špatnému zdravotnímu stavu (ochrnul) pobýval dlouhou dobu mimo monastýr a místo něj sloužil jako představený archimandrita Varnava (Kedrov).
Zemřel 27. července 1979.

## Řády a vyznamenání

### Státní vyznamenání
- Sovětský svaz Řád rudé hvězdy
- Sovětský svaz Medaile Za bojové zásluhy
- Sovětský svaz Medaile za vítězství nad Německem ve Velké vlastenecké válce 1941–1945
- Sovětský svaz osm poděkování nejvyššího velitele Stalina